# Neptis splendens
Neptis splendens är en fjärilsart som beskrevs av Siuiti Murayama 1941. Neptis splendens ingår i släktet Neptis och familjen praktfjärilar. Inga underarter finns listade i Catalogue of Life.